# کیتی ماریون
کیتی ماریون (به انگلیسی: Kitty Marion) (با نام تولد کاترینا ماریا شیفر؛ زادهٔ ۱۸۷۱، درگذشتهٔ ۱۹۴۴ میلادی) یک هنرپیشه و فعال سیاسی بود. او همچنین یکی از چهره‌های برجستهٔ سافراجت در دوران جنبش حق رای زنان در بریتانیا بود. به دلیل آنکه از بیش از دویست خورانیدن اجباری در زندان و در زمانیکه در اعتصاب غذا به سر می‌برده معروف است.پس از مهاجرت به ایالات متحده آمریکا او باز هم نه بار بازداشت شد که این بار دلیلش حمایت از پیشگیری از بارداری بود.

## زندگی
ماریون در شهر ریتبرگ واقع در وستفالیا آلمان و در تاریخ ۱۲ مارس ۱۸۷۱ متولد شد. مادرش زمانی که او دو سال داشت به دلیل بیماری سل درگذشت و او را با پدرش تنها گذاشت. چهار سال پس از آن زمانی که ماریون شش ساله بود نامادری اش نیز بر اثر بیماری سل جان سپرد. پدرش (نامش مشخص نیست) ماریون را مورد آزار قرار می‌داد و به دلیل اینکه دارای موهای قرمز رنگ بود از او متنفر بود.زمانی که ماریون پانزده ساله بود پدرش او را به پیش عمه اش در انگلستان فرستاد. پس از مهاجرت به انگلستان وی هنرپیشه شد و نام کیتی ماریون را برای خود برگزید. او کار خود را در گروه کر آغاز کرد برای مدت کوتاهی برای رهبری کر هم انجام داد تا زمانی که با کارفرمایش وارد رابطه عاشقانه شود. پس از آن او تلاش کرد تا در تالارهای موسیقی کار کند اما دریافت که کارفرمایان در ازای کار خوب تقاضای جنسی دارند.
ماریون در سال ۱۹۰۸ به اتحادیه سیاسی اجتماعی زنان پیوست. او به یک چهرهٔ برجسته در میان فعالان حق رأی زنان تبدیل شد و اغلب در تظاهرات که گاهی به خشونت هم کشیده می‌شد شرکت می‌کرد. او به عنوان یک آتش‌افروز شناخته می‌شد. وی چندین بار در انگلستان به دلیل فعالیت کنشگریش بازداشت شد.
پس از جنگ جهانی اول ماریون به کشور ایالات متحده آمریکا رفت. در آمریکا او با مارگارت سنگر برای انتشار مجلهٔ برث کنترل ریویو همکاری کرد.کیتی ماریون مجله ریویو را برای هر نسخه به مبلغ ۲۰ سنت در میدان تایمز، ترمینال گراند سنترال و کنی آیلند به فروش رساند. با ایستادن در خیابان ماریون با تهدیدات مرگ متعدد، طعنه‌ها، آزار جسمی و آزار و اذیت توسط پلیس روبرو شد و در مقابل مقاومت کرد. در طول ده سال ماریون نه بار به دلیل دفاع از پیشگیری از بارداری بازداشت شد.در سال ۱۹۲۱ ماریون به سنگر پیوست تا اولین درمانگاه پیشگیری از بارداری آمریکا را تأسیس کنند. با این وجود این درمانگاه در بروکلین توسط پلیس بسته شد.
او در تاریخ ۹ اکتبر ۱۹۴۴ و در آسایشگاه سنگر واقع در شهر نیویورک درگذشت.